# Kercha
Kercha est un woreda du sud de l'Éthiopie. Situé dans la région Oromia, Kercha reprend une partie de l'ancien woreda Hagere Mariam, son centre administratif est Qericha. Il se rattache à la zone Guji en 2007 puis à la zone Ouest Guji.

## Données démographiques
Le recensement national de 2007 faisait état d'une population totale pour ce woreda de 227 362 habitants, dont 113 882 hommes et 113 480 femmes ; 9 884, soit 4,35 % de sa population, étaient des citadins. La majorité des habitants se déclarent protestants, 58,37% de la population déclarant observer cette croyance, tandis que 12,85% de la population pratiquent des croyances traditionnelles, 4,95% pratiquent le christianisme orthodoxe éthiopien, 3,18% sont musulmans et 2,35% sont catholiques.
Avec 9 884 habitants en 2007, Qericha est la seule localité urbaine du woreda.
En 2022, la population du woreda est estimée à 324 545 personnes avec une densité de population de 434 personnes par km2 et 749 km2 de superficie.